# Hermann Pusch

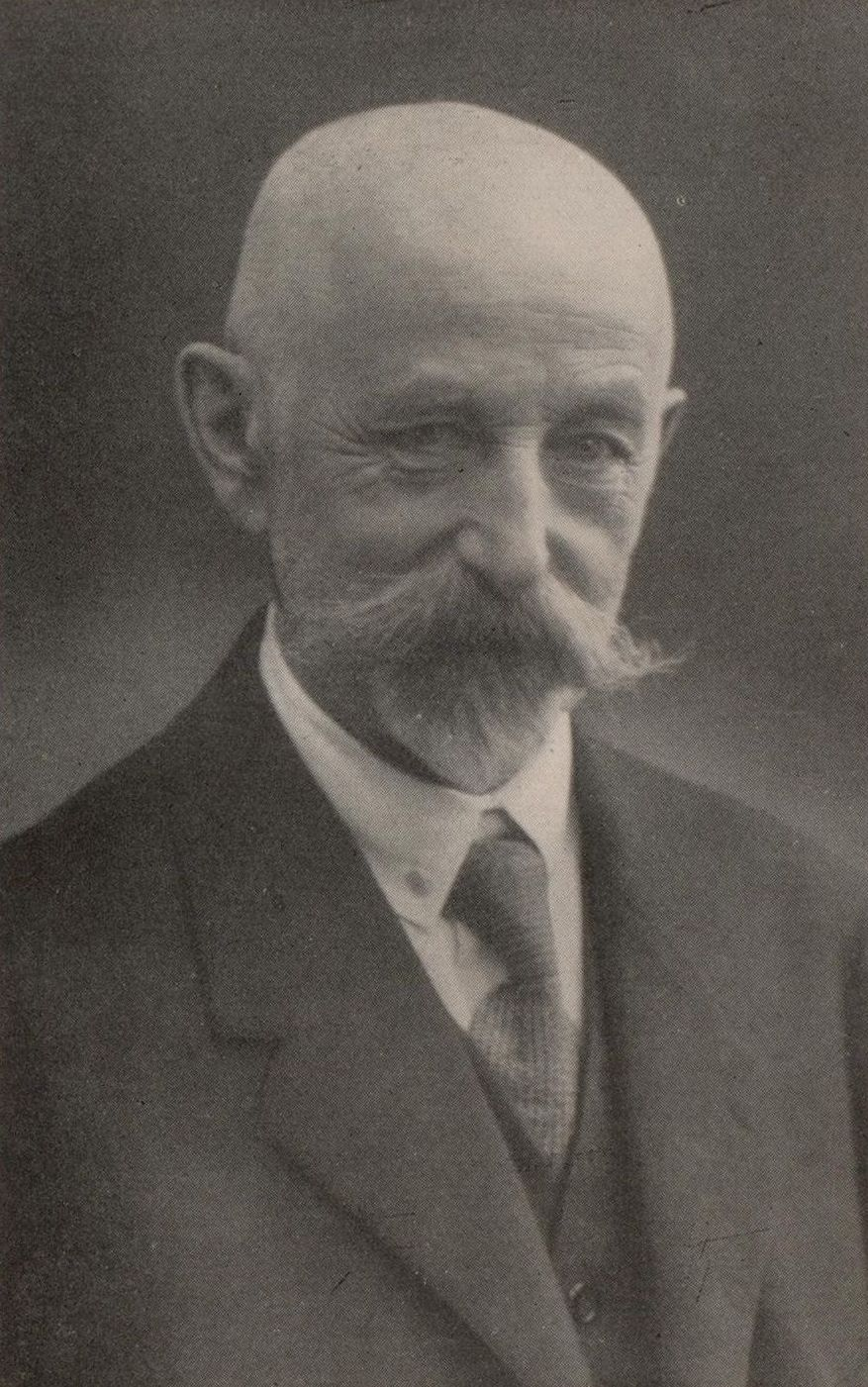
Hermann Pusch

Hermann Pusch (* 10. Juli 1865 in Hildburghausen; † 13. Juni 1936 in Meiningen) war ein Gymnasialprofessor und Heimatforscher im Hennebergisch-Fränkischen Geschichtsverein.

## Leben
Geboren wurde Pusch in Hildburghausen als Sohn eines herzoglichen Justizbeamten, der bald nach Meiningen versetzt wurde. Nach Absolvierung des Gymnasiums Bernhardinum studierte er ab 1885 zunächst Theologie, dann Philologie in Jena und Halle, wo er auch promovierte. Sein Berufsziel war die klassische Philologie, sein Ideal die Welt der alten Griechen und Römer. Er wurde 1891 Lehrer für Latein, Geschichte und Geografie am Meininger Realgymnasium, dem er während der Weimarer Republik als Direktor vorstand. Im öffentlichen Bewusstsein ist Pusch durch seine vielen regionalgeschichtlichen Aufsätze präsent geblieben.

## Schriften
- Quaestiones Zenodoteae. Niemeyer, Halle a.S. 1890 (Dissertationes philologicae halenses; 11,2) (Zugl.: Halle, Univ., Diss. 1889).
- Vom Hausstand und Haushalt einer Thüringer Bürgerfamilie im 16. Jahrhundert (Bürgermeister Jacob Keltz in Saalfeld a.d. Saale). In: Bericht des Herzoglichen Realgymnasiums zu Meiningen über das Schuljahr 1900/1901, S. 3–40.
- zusammen mit Georg Lilie: Führer durch das Museum des Hennebergischen altertumsforschenden Vereins. Keyßner, Meiningen 1912.
- Denkschrift zur Erinnerung an die 100jährige Jubelfeier des Inf.-Rgts. Herwarth von Bittenfeld (1. Westf.) Nr 13 am 2.–4. Juli 1913. Coppenrath, Münster 1913.
- Zur Baugeschichte der Marienkirche in Meiningen. In: Wilhelm Dersch: Der Heidelberger Humanist Adam Wernher von Themar und seine Beziehungen zur hennebergischen Heimat. Brückner & Renner, Meiningen 1916 (Neue Beiträge zur Geschichte deutschen Altertums; 27) (Digitalisat).
- Das Meininger Franziskanerkloster: mit einem Urkundenbuch. Brückner & Renner, Meiningen 1919 (Neue Beiträge zur Geschichte deutschen Altertums; 29) (Digitalisat).
- Kloster Rohr: Festschrift zum 100jährigen Jubiläum des Vereins am 14. November 1932. Keyßner, Meinungen 1932 (Neue Beiträge zur Geschichte deutschen Altertums; 37) (Digitalisat).
- Meiningen. Aufsätze zur Stadtgeschichte. Brückner & Renner, Meiningen 1937 (Volkstümliche Schriftenreihe des Hennebergisch-fränkischen Geschichtsvereins; 2/3).